# Progetto NordEst
Progetto NordEst (PNE) è un partito politico regionalista, operativo in Veneto e in Friuli-Venezia Giulia. È stato fondato nel giugno 2004 da Giorgio Panto.
È sostenitore delle tesi dell'autonomia della Regione Veneto insieme alle altre due regioni confinanti, facendo leva sulla unità di radici, tradizioni, lingua, valori e sul comune passato storico e culturale. L'obiettivo (distinguendosi in questo dagli altri partiti regionalisti veneti) è la costituzione di una macroregione formata da 13 province autonome di Veneto, Friuli-Venezia Giulia e Trentino-Alto Adige, che decidano singolarmente come spendere ed investire le proprie risorse e tutelare le proprie identità.

## Storia
Nato nel giugno 2004 da una scissione della Liga Veneta, per opera di Giorgio Panto, debutta alle elezioni regionali in Veneto del 2005 con candidati al di fuori dei due schieramenti bipolari, conseguendo il 5,45% delle preferenze ed eleggendo due rappresentanti in Consiglio regionale (Mariangelo Foggiato e Diego Cancian). Il partito riesce in particolare a drenare voti dall'area autonomista della Liga Veneta. Particolarmente rilevante è il risultato nella provincia di Treviso, in cui ottiene il 15,6%. Progetto Nord-Est è così l'unico partito in Italia fuori dalle due principali coalizioni (oltre a Rifondazione Comunista in Toscana) a riuscire ad eleggere propri rappresentanti nel turno elettorale regionale del 2005.
Il Pne critica il federalismo e la devolution approvati dal Governo Berlusconi e sollecitati dalla Lega Nord, così come la costituzione del Senato federale (la cui entrata in vigore era prevista nel 2011), in quanto - secondo il partito - mantengono ancora forte il ruolo dello Stato centrale. Il Pne rifiuta però il secessionismo della Lega Nord e l'esistenza della cosiddetta Padania, Progetto Nord Est infatti si basa anche sul desiderio di valorizzare le tradizioni ed il patrimonio culturale del nord est fondato su effettive radici storiche e un modello economico comuni e non può quindi accettare l'idea di un settentrione "culturalmente unito" e separato dal resto dell'Italia.
Alle elezioni politiche del 2006 si presenta con liste autonome, in Veneto e Friuli, alla Camera, raccogliendo complessivamente 92 000 voti (0,2% a livello nazionale), e al Senato (93 000 voti, 0,3% nazionale). La media dei consensi in Veneto è del 3% (2,7% alla Camera). 
Sin dall'indomani della tornata elettorale si è aperta una discussione che ha visto porsi in maniera critica verso il PNE diversi esponenti della Casa delle Libertà, compreso il Presidente della Regione Giancarlo Galan, in quanto in caso di alleanza con il centro-destra i voti del PNE sarebbero stati sufficienti per vincere le elezioni (vinte dall'Unione alla Camera con 24 755 voti di scarto nelle circoscrizioni italiane). Tale circostanza è stata discussa anche a livello politologico, con diversi contributi che hanno sottolineato l'importanza del risultato di Progetto Nord-Est per aver drenato i voti che avrebbero potuto far vincere il centro-destra, mentre altri hanno invece sottolineato come l'attrattività della lista all'interno della coalizione sarebbe stata senz'altro minore.
Il 26 novembre 2006 Panto muore dopo essere precipitato mentre era alla guida del suo elicottero, nell'atto di lasciare un'isola di sua proprietà nella laguna veneta.
Il 1º aprile 2007 l'assemblea dei delegati provinciali, radunata dopo la scomparsa del fondatore del movimento Giorgio Panto, nomina Mariangelo Foggiato (già consigliere regionale) segretario politico del partito.
All'assemblea è presente anche Thomas Panto, figlio di Giorgio, a cui va la carica di presidente organizzativo.
Nel corso della riunione viene modificato lo statuto e il defunto Giorgio Panto viene nominato presidente perpetuo.
In occasione delle elezioni politiche del 2008 il partito non si presenta a causa del mancato raggiungimento di un accordo con il PdL: quest'ultimo non aveva accettato la richiesta di trattenere il 50% dell'IVA all'interno della regione Veneto, attirandosi le critiche del PNE (secondo il quale la politica del PdL risulta centralista, togliendo risorse alla regione a favore del governo centrale).
Alle regionali venete del 2010 il PNE presenta propri candidati nella lista dell'Unione Nord Est, come fanno anche altri movimenti radicati in Veneto quali la Liga Veneta Repubblica e L'Intesa Veneta,appoggiando il candidato dell'Unione di Centro Antonio De Poli. Ciò vale la conferma del seggio in consiglio al presidente del PNE Mariangelo Foggiato nella circoscrizione di Treviso, unico eletto della lista comune che ha raccolto l'1,54% su base regionale.
Alle elezioni regionali del 2015 Progetto NordEst (assieme ai movimenti Liga Veneta Repubblica, Veneto Stato, Veneti Indipendenti, Pro Veneto e Tea Party Veneto) forma il cartello elettorale Indipendenza Noi Veneto, sostenendo il Presidente uscente Luca Zaia: la coalizione ottiene il 2,69% e fa eleggere in consiglio regionale Antonio Guadagnini, esponente di Veneto Stato. Nel marzo 2016, tuttavia, Guadagnini abbandona la coalizione fondando il partito Siamo Veneto (confluito poi nel Partito dei Veneti, che partecipa autonomamente alle elezioni regionali in Veneto del 2020): INV perde quindi la propria rappresentanza in consiglio regionale.

## Risultati elettorali

### Elezioni regionali in Veneto
| Elezione       | Elezione                | Lista   | Voti | %      | Seggi |
| -------------- | ----------------------- | ------- | ---- | ------ | ----- |
| Regionali 2005 | Progetto NordEst        | 125 690 | 5,45 | 2 / 47 |       |
| Regionali 2010 | Unione NordEst          | 34 697  | 1,55 | 1 / 53 |       |
| Regionali 2015 | Indipendenza Noi Veneto | 49 929  | 2,69 | 0 / 49 |       |

### Elezioni politiche italiane
| Elezione       | Elezione | Voti   | %       | Seggi   |
| -------------- | -------- | ------ | ------- | ------- |
| Politiche 2006 | Camera   | 92 002 | 0,24    | 0 / 617 |
| Senato         | 93 172   | 0,27   | 0 / 301 |         |